# خالد الخثلان
خالد عبد العزيز الخثلان لاعب كرة قدم سعودي و يلعب في الظهير الأيسر و يلعب حالياً مع نادي الباطن السعودي.

## مسيرة اللاعب
مثل سابقاً نادي الهلال ونادي النصر في الفئات السنية و نادي القيصومة و انتقل إلى نادي أبها في عام 2019 و انتقل إلى نادي الرائد في عام 2020 وانتقل إلى نادي الباطن في عام 2023.

## وصلات خارجية
- خالد الخثلان على موقع Soccerway.com (الإنجليزية)
- خالد الخثلان على موقع كووورة